# Trypauchen pelaeos
Trypauchen pelaeos är en fiskart som beskrevs av Murdy 2006. Trypauchen pelaeos ingår i släktet Trypauchen och familjen smörbultsfiskar. Inga underarter finns listade i Catalogue of Life.